# ミシュコルツ大学
ミシュコルツ大学（Miskolci Egyetem (ME)：1990年以前の名称は重工業工科大学）はハンガリー北部で最大の大学である。850人以上の教員と15000人の学生を擁する公立大学である。

## 大学の歴史
ミシュコルツ大学は1735年にシェルメツバーニャ にヨーロッパで初めて設立された鉱山学校の歴史を引き継ぐ大学である。シェルメツバーニャの鉱山学校は1770年から鉱業アカデミー、1824年から鉱業・林業アカデミー 1904年から鉱業・林業専門学校に改名した。第一次世界大戦の敗戦によりトリアノン条約で、ハンガリーがチェコスロバキアを失うと、大学はショプロンに移った。共産主義政権下でミシュコルツに大学（Technical University for Heavy Industry）が設立されると、1952年金属学科として統合された。1959年までは3.4年次がソプロンで教育を受けるという形をとったが、1959年に鉱物学科はミシュコルツに移った。1970年代までは重工業に関する学科だけであったが1980年代に入って法学部などを新設し総合大学にかわった。1997年には1904年設立のベラ・バルトーク音楽協会を統合した。